# Salar Bahrampoori
Salar Patrick Bahrampoori (* 2. April 1979 in Teheran) ist ein iranisch-schweizerischer Moderator, Journalist und diplomierter Schneesportlehrer.

## Leben
Nach der Flucht aus dem Iran im Alter von einem Jahr wuchs Salar Bahrampoori in Chur auf. Schon in jungen Jahren faszinierte ihn das Skifahren. Er trainierte beim Skiclub Rätia und wurde ins Rennkader aufgenommen. Später machte er eine Ausbildung zum eidgenössisch diplomierten Schneesportlehrer und unterrichtete mehrere Jahre an der Skischule St. Moritz.
Bahrampoori war von 2014 bis 2018 mit der Anwältin Rahel verheiratet. Seit 2019 ist er mit der Ärztin Barbara Ruijs liiert. Sie haben 2023 geheiratet.

## Fernsehkarriere
Mit 21 Jahren startete er seine Karriere beim Musiksender VIVA Schweiz. Danach war er für MTV Schweiz und TeleZüri tätig. 2015 wechselte er zum Schweizer Radio und Fernsehen SRF, wo er zunächst das Automagazin Tacho moderierte. Danach war er bis 2022 Moderator und Reporter bei G&G – Gesichter und Geschichten. Aufsehen erregte er im Jahr 2019 mit der zweiteiligen DOK-Serie «Salars Reise zu seinen iranischen Wurzeln – Inshallah», in der er mit seinem Freund Reto Wettstein zu seinen Wurzeln in den Iran zurückreiste, auf dem gleichen Weg, auf dem sie damals aus dem Land flüchteten. Ende 2020 ersetzte er zusammen mit Fabienne Bamert den langjährigen Moderator Nik Hartmann bei der Samstagabendsendung SRF bi de Lüt – Live.